# Ronald Inglehart
Ronald Inglehart (født 5. september 1934 i Milwaukee, Wisconsin, død 8. maj 2021) var en amerikansk politolog og forsker, der arbejdede på University of Michigan i USA. Inglehart ledede det omfattende forskningsprojekt World Values Survey, der kortlægger individers værdier på verdensplan. Ron Inglehart var medlem af redaktionen for The International Scope Review.